# A Light Woman (film fra 1920)
A Light Woman er en amerikansk stumfilm fra 1920 af George L. Cox.

## Medvirkende
- Helen Jerome Eddy som Doris Kane
- Hallam Cooley som Paul Evans
- Claire Du Brey som Jeanne DuPre
- Charles Clary som Thomas Evans
- Guy Milham som Hal Foster
- Frances Raymond